# 黑胸鸫
黑胸鸫（学名：Turdus dissimilis）为鶲科鸫属的鸟类。分布于巴基斯坦、印度、缅甸、泰国、老挝、越南以及中国大陆的贵州、云南、广西等地，常见于栖息在海拔1200-1700米丘陵地带、常见在坝区或低山丘地带活动以及多在乔木和灌丛间活动。该物种的模式产地在孟加拉国及喜马拉雅山地区。